# Album concerto
Album concerto è un album dal vivo che contiene brani registrati durante due concerti di Francesco Guccini con i Nomadi, pubblicato in Italia nel 1979 dalla EMI. Si tratta del nono album di Guccini e dell'ottavo dei Nomadi.

## Descrizione
(Francesco Guccini)
Il disco è stato registrato dal vivo nel novembre 1979 al Kiwi di Piumazzo e al Club 77 di Pavana. I brani eseguiti sono tutti di Guccini ed erano già stati pubblicati in suoi album precedenti o in quelli dei Nomadi.
- Canzone per un'amica, Atomica, Noi non ci saremo, Canzone del bambino nel vento (Auschwitz) e Statale 17 erano già incluse nell'album Folk beat n. 1. Tre di queste canzoni apparivano in quell'album con un titolo diverso: Canzone per un'amica come In morte di S.F., Atomica come L'atomica cinese e Canzone del bambino nel vento (Auschwitz) come Auschwitz.
- Primavera di Praga era inclusa nell'album Due anni dopo.
- Per fare un uomo, Dio è morto e Noi non erano mai state incise da Guccini.
- Atomica, Primavera di Praga, Canzone del bambino nel vento (Auschwitz) e Statale 17 non erano mai comparse nelle produzioni precedenti dei Nomadi.

## Tracce

### Lato A
1. Canzone per un'amica – 4:13
2. Atomica – 3:04
3. Noi non ci saremo – 3:27
4. Per fare un uomo – 2:26
5. Primavera di Praga – 4:25

Durata totale: 17:35

### Lato B
1. Dio è morto – 2:32
2. La Canzone del bambino nel vento (Auschwitz) – 5:32
3. Noi – 3:50
4. Statale 17 – 5:58

Durata totale: 17:52

## Formazione
Oltre a Guccini (voce e chitarra) ed i Nomadi – Augusto Daolio (voce); Beppe Carletti (tastiere); Umbi Maggi (basso); Chris Dennis (violino e chitarre); Paolo Lancellotti (batteria) – nel disco hanno suonato Jimmy Villotti e Juan Carlos Biondini (chitarre).
- Francesco Guccini – voce, chitarra
- Jimmy Villotti – chitarra
- Juan Carlos Biondini – chitarra
- Augusto Daolio – voce
- Beppe Carletti – tastiere
- Paolo Lancellotti – batteria
- Umberto Maggi – basso
- Chris Dennis – chitarra, violino, tastiere

## Il film del concerto
Diretto da Silvano Agosti, il concerto divenne anche un mediometraggio con il titolo Francesco Guccini e i Nomadi: un incontro. Dopo essere stato distribuito nei circuiti cinematografici off, venne ripreso dalla RAI e mandato in onda tre anni dopo, nel 1982. Nonostante le canzoni siano le stesse incluse nell'album, il video differisce da esso per il fatto che i brani compaiono in un differente ordine, oltre che per l'integrale omissione dei dialoghi. La registrazione è in vendita su DVD presso i concerti dei Nomadi dal 19 giugno 2010; nel 2011, la EMI ha pubblicato un cofanetto comprendente sia il disco sia il DVD del concerto.